# Croce biforcuta

Croce biforcuta

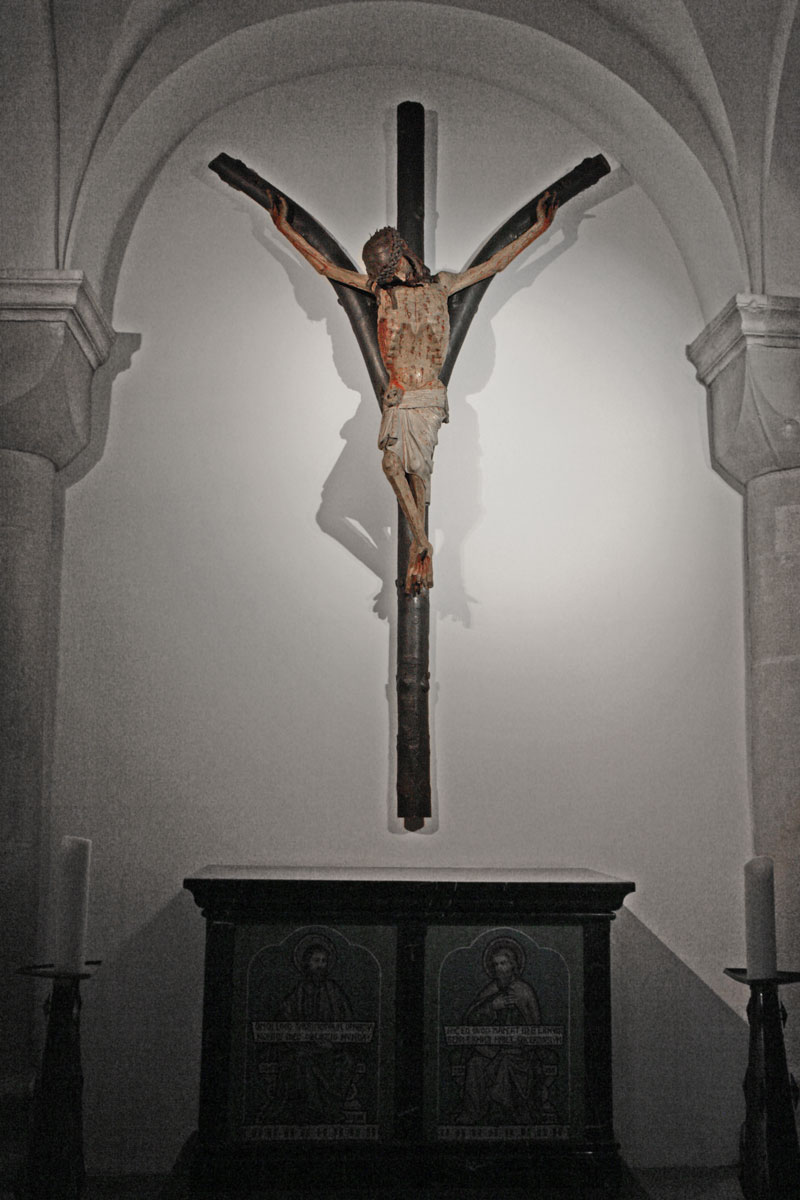
Croce a forcella in Santa Maria in Campidoglio, Colonia

La croce biforcuta o croce a forcella è una tipologia di croce gotica a forma di lettera Y, anche conosciuta come crucifixus dolorosus, furca, croce ypsilon, croce a Y, croce del ladro.
La croce biforcuta sembra essere emersa sotto l'influenza dei mistici alla fine del XIII o all'inizio del XIV secolo ed è particolarmente comune nella Renania tedesca, dove è anche chiamata Gabelkreuz ("croce a forcella"), Mystikerkruzifix ("mistica croce"), Gabelkruzifix ("crocifisso a forcella"), Schächerkreuz ("croce del ladro") o Pestkreuz ("croce della peste").

## Descrizione
Si ritiene che la croce biforcuta rappresenti un albero o, più precisamente, l'Albero della Conoscenza, che ha portato il peccato nel mondo. Tuttavia il peccato fu sconfitto dalla sofferenza di Gesù sulla croce al Calvario.
Tipico dei crocifissi modellati su questa tipologia è il corpo di Cristo appeso a una forcella a forma di Y con la testa che cade bassa sul petto, la bocca contorta dal dolore e gli occhi pieni di lacrime. Le sue braccia sottili e muscolose si allungano più verso l'alto che lateralmente, il suo corpo magro è fortemente piegato e profondamente infossato sotto lo sterno, con costole prominenti e una ferita aperta nel fianco. Le dita delle mani e dei piedi sono divaricate e piegate spasmodicamente. L'impressione generale della figura dipinta doveva essere così orribile che i credenti sarebbero stati in preda alla paura e al terrore.

## Contesto storico

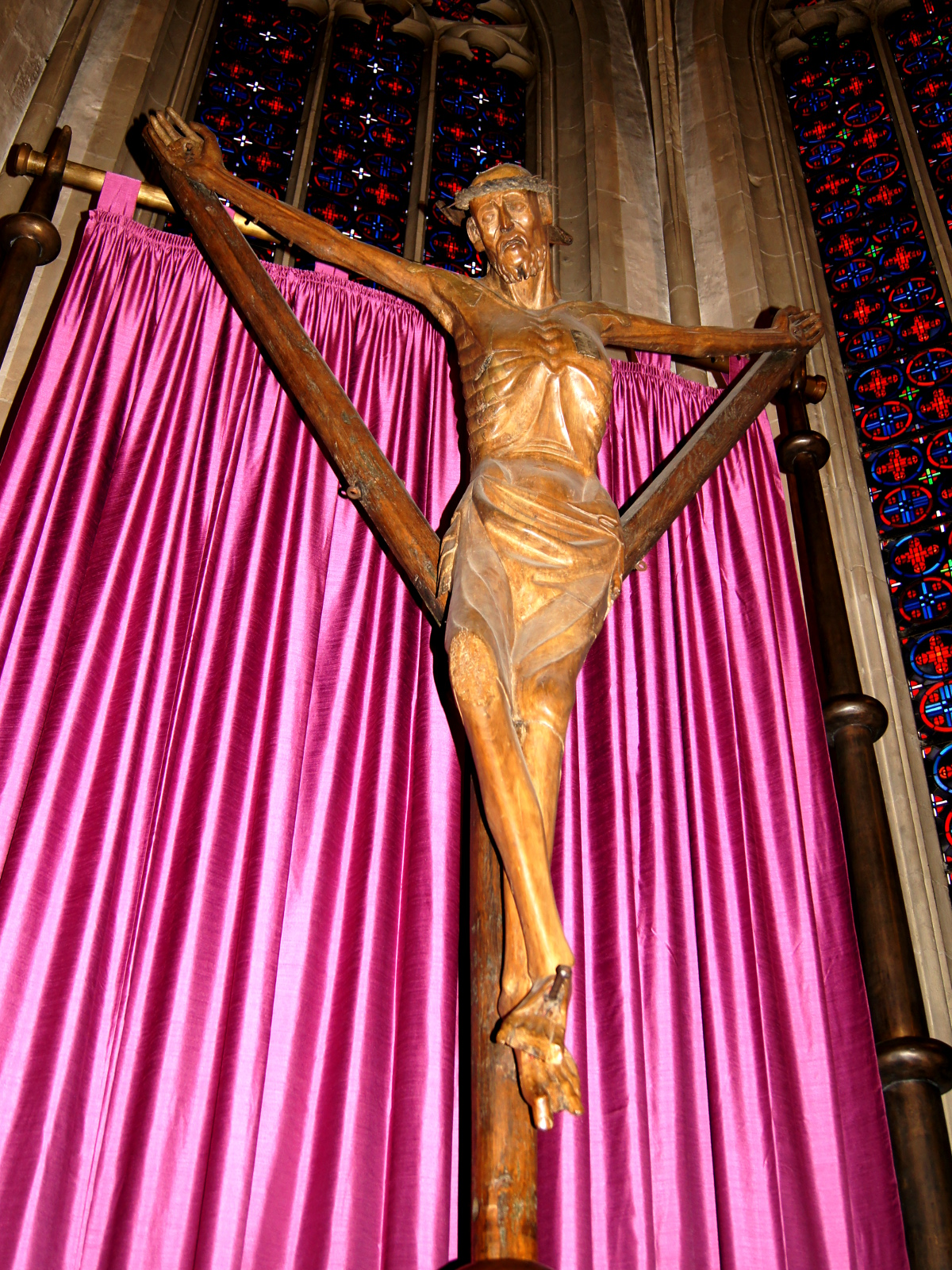
La croce di Coesfeld

Le correnti religiose del XIII-XIV secolo svilupparono, sotto l'influenza del misticismo, una pietà incentrata sulla Passione di Cristo che si espresse in questa forma di immagine che ritraeva in modo particolarmente grafico la sofferenza di Gesù. Nella storia dell'arte è stato utilizzato il termine tecnico crucifixus dolorosus, termine introdotto da Geza de Francovich. I crocifissi della passione gotica usano spesso croci biforcute, ma non in tutti i casi. Tuttavia, anche qualora la croce sia del tipo latino, quasi sempre è modellata sotto forma di rami che ricordano l'Albero della Vita.
Nonostante l'appellativo di "croce della peste" (Pestkreuz), i crucifixi dolorosi apparvero subito dopo il 1300, cioè prima dello scoppio della grande peste nell'Europa occidentale. Pertanto, non sembrano essere nati per lo specifico scopo di invocare la protezione divina dalla peste, sebbene dopo acquisirono anche questa funzione. La croce di Coesfeld, per esempio, era già portata sulle strade della città durante le processioni sin dall'inizio. Molte croci biforcute si trovano nei luoghi gestiti dagli ordini domenicani e francescani, soprattutto in Italia.
Il nome alternativo di "croce del ladro" (Schächerkreuz) si diffonde a partire dalla Controriforma, quando nelle sacre rappresentazioni i due ladroni Disma e Gesta vengono raffigurati su una croce biforcuta, mentre Gesù appeso a una trave dritta.

## Distribuzione
La croce biforcuta nella chiesa di Santa Maria in Campidoglio a Colonia è stata a lungo considerata il più antico crocifisso biforcuto. I lavori di restauro e approfondimento dell'opera hanno smentito questa ipotesi, ma hanno confermato che questo crocifisso potrebbe essere stato il catalizzatore per la divulgazione di questo tipo di croce nella Renania.
La croce di Santa Maria in Campidoglio fu scolpita nel XIV secolo (prima del 1312). I lavori di restauro hanno rivelato gran parte del secondo manto pittorico di età tardo medievale (Zweitfassung). Piccole sezioni esposte della prima colorazione della croce hanno rivelato somiglianze con lo strato di vernice originale della Croce di Bocholt, tornato visibile dopo i restauri del 1967, che ha utilizzato la Croce di Colonia come prototipo, anche se per mano di uno scultore differente.
Il crucifixus dolorosus di Santa Maria in Campidoglio ha pochissime somiglianze con lo stile degli scultori renani e di Colonia del suo tempo: sembra quindi essere un'opera singolare di eccezionale qualità. È quindi discutibile se questa croce biforcuta sia stata creata da un intagliatore di legno di Colonia. Anche le altre sculture di questo tipo in Germania sembrano essere opera di artigiani "stranieri" rispetto all'arte locale della loro particolare regione, artigiani con un seguito locale molto limitato. D'altra parte, è possibile riconoscere legami artistici con croci di altri paesi. Particolarmente evidente è l'influenza italiana, lasciando spazio all'ipotesi che le croci biforcute originali siano state importate da artigiani itineranti, motivo per cui, nel caso del crocifisso di Santa Maria in Campidoglio, potrebbe essere stato utilizzato legno di noce locale.
Un altro esempio archetipo di questi crocifissi, oltre a quello di Santa Maria in Campidoglio, è quello della chiesa di San Severino a Colonia. Altre croci successive esistono a Haltern, Borken e Coesfeld. Si ricordano anche i crocifissi di San Simone e San Giuda a Thorr (Bergheim), San Giovanni in Lage (Bassa Sassonia), la croce nella chiesa di San Pietro a Merzig e il crocifisso nella chiesa parrocchiale cattolica romana di San Giovanni Battista a Kendenich (Hürth).

Questi tipi di crocifissi si trovano anche, seppur in numero molto minore, in altri paesi europei, non solo in Italia (ad esempio a Genova nella Chiesa di Santa Maria di Castello è conservato un bellissimo crocefisso a Y del '300 conosciuto come il Cristo Moro), ma anche in Svizzera, nell'Alta Austria e in Spagna.

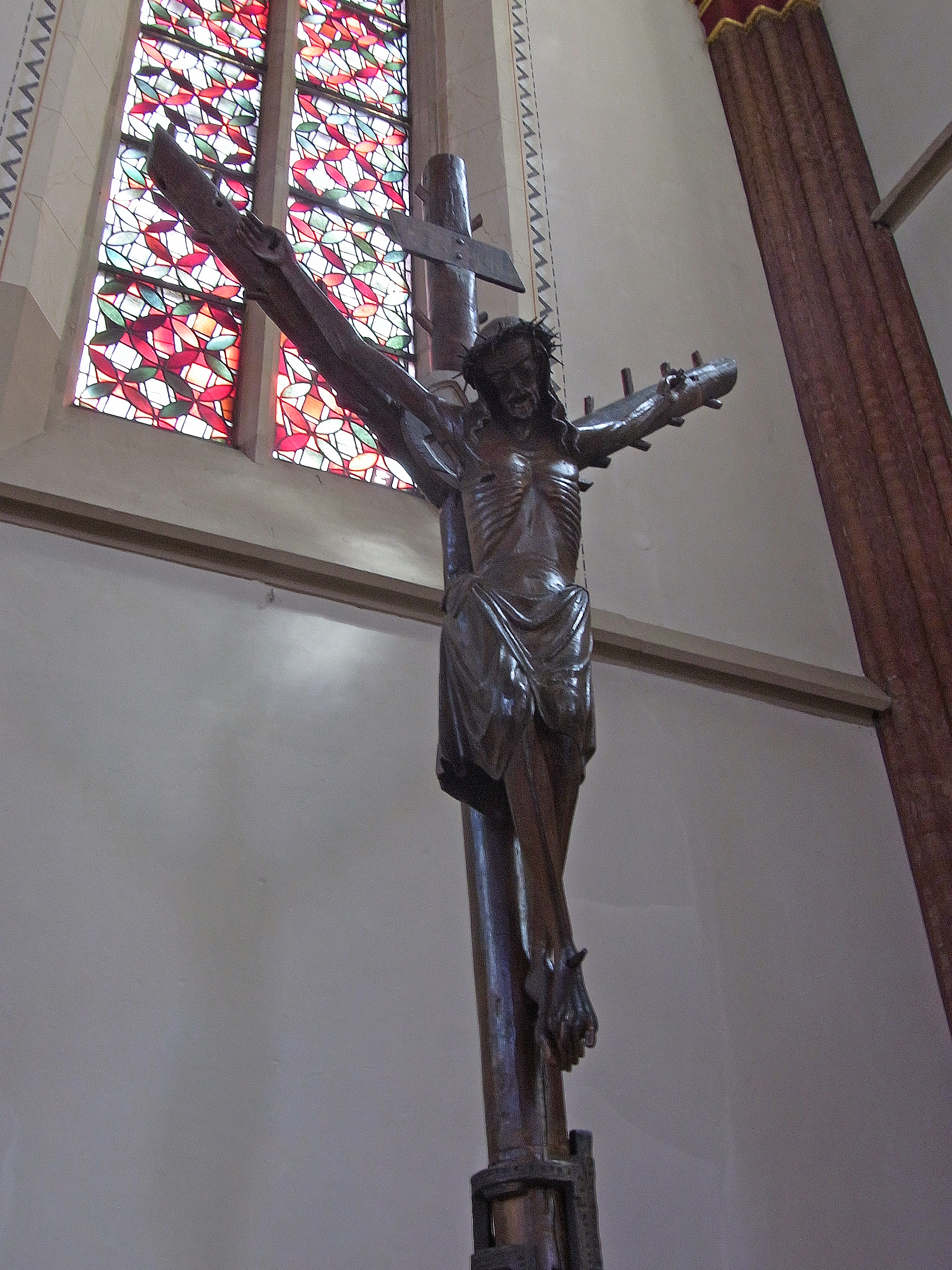
La croce di Haltern
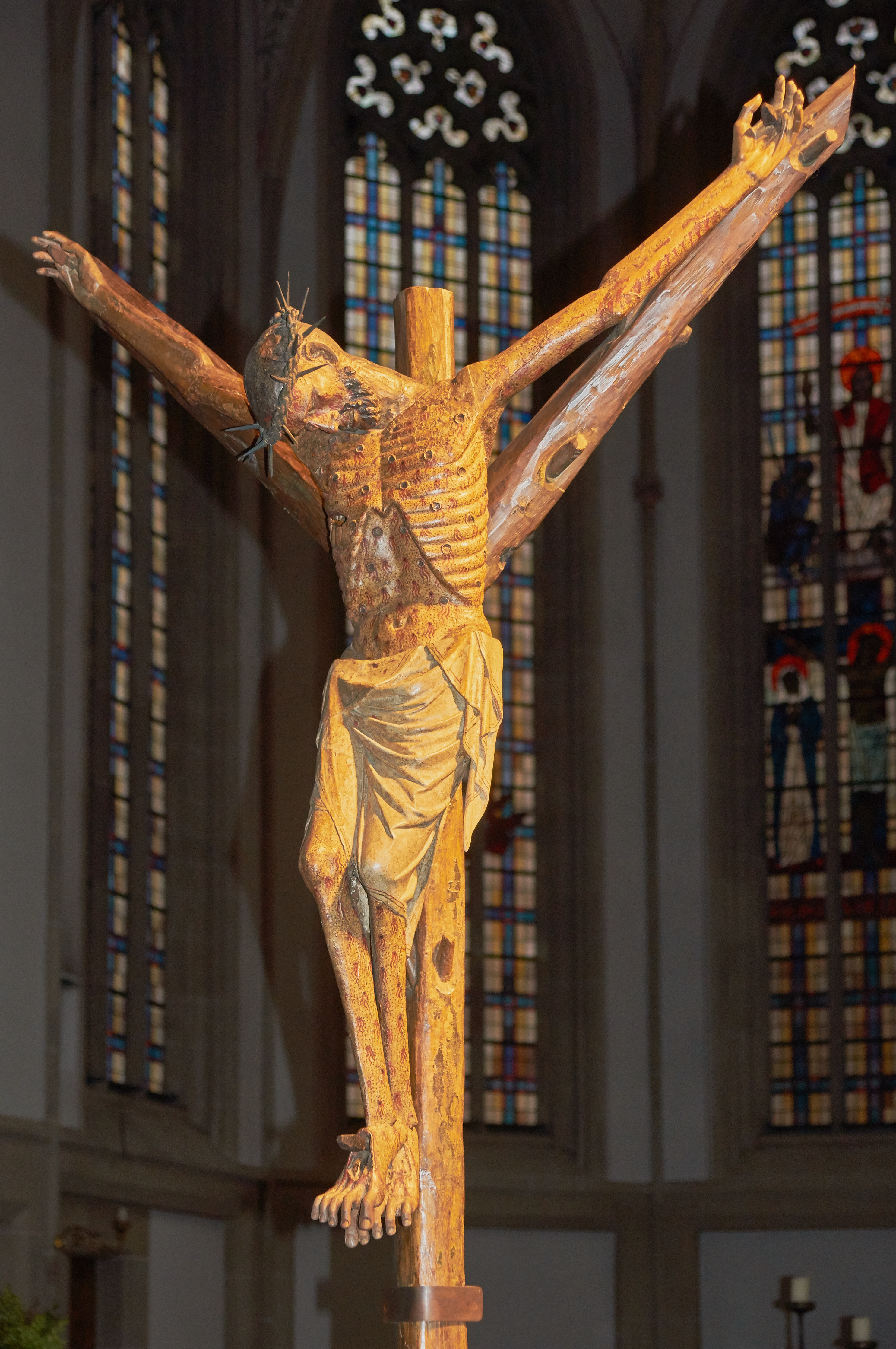
La croce di Bocholt.

## Araldica

La "pergola"

In araldica la croce biforcuta è usata come carico, le cui braccia si estendono, a forma di forcella, verso il bordo superiore dello scudo. Se la croce tocca i bordi dello scudo è chiamata pergola. Altrimenti è noto come shakefork.